# Luis Correa (cronista)
Luis Correa (siglo XVI) fue un cronista y biógrafo del duque de Alba autor del libro La conquista del reino de Navarra, reeditado tres siglos más tarde por José Yanguas y Miranda como Historia de la conquista del reino de Navarra por el duque de Alba (Pamplona, 1843).

## Biografía
Como afirma en su tesis doctoral el historiador Pablo Fernández González, «muy pocos datos se conocen de la figura del autor de La conquista del reino de Navarra, Luis Correa, más allá de los que él mismo apunta o deja entrever en el proemio de su obra.» Las únicas pistas biográficas proceden de la obra por la cual es conocido. En ella indica que está al servicio del comendador mayor de la Orden de Calatrava, Gutierre de Padilla, miembro del Consejo Real de Castilla y tío de Fadrique Álvarez de Toledo y Enríquez, II duque de Alba.
Para el historiador Pascual Tamburri «no hay testimonios ni pruebas que permitan negar su presencia entre las tropas del Duque de Alba, que más bien parece probada, como ya afirmó J. Yanguas, por la minuciosidad de sus descripciones y las largas relaciones de participantes, de lugares y de fechas. Ahora bien, sí parece claro que, si siguió al ejército a lo largo de la campaña, siempre permaneció con el cuerpo principal del mismo, sin participar en las expediciones menores de sumisión y pacificación.»

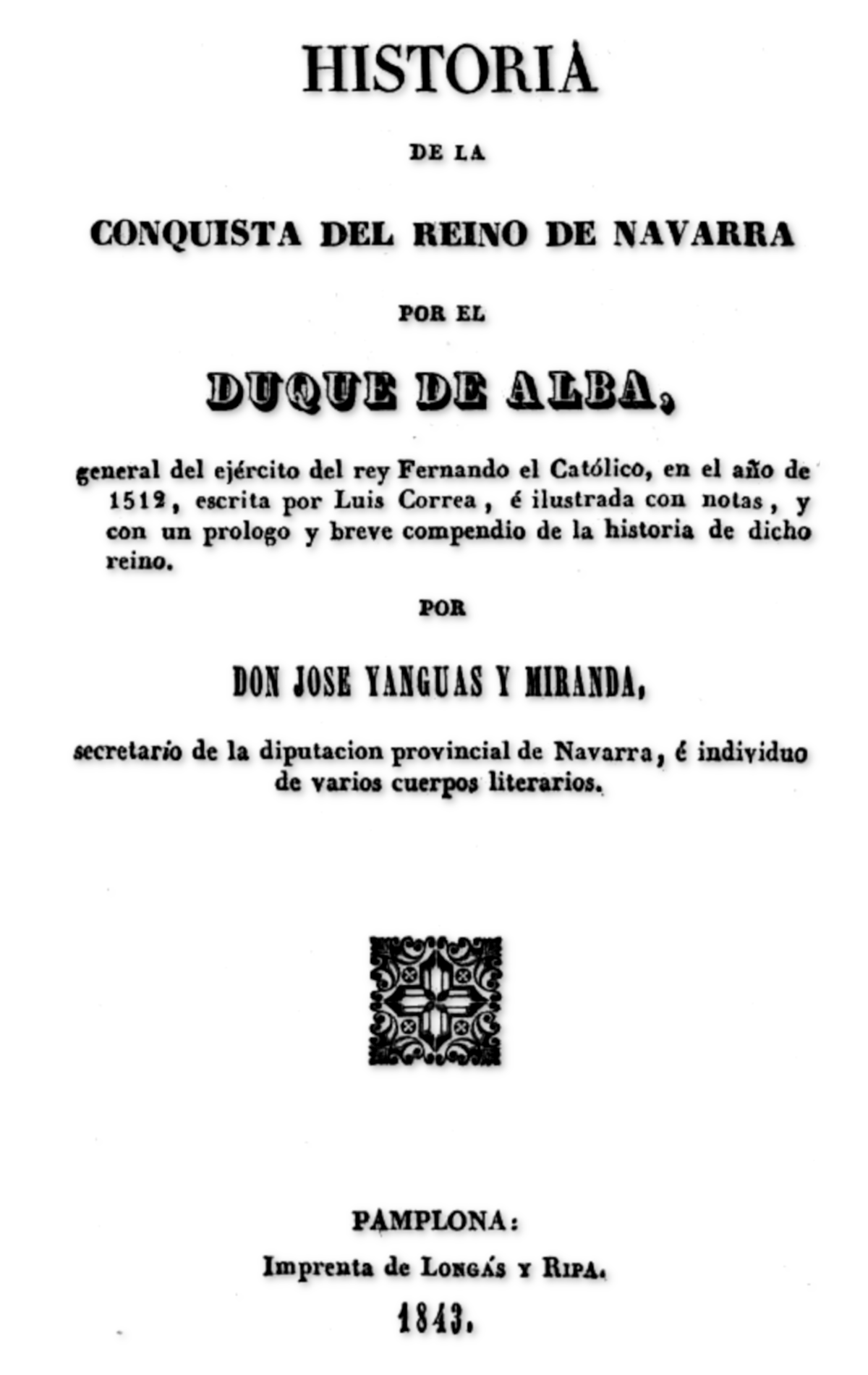
Historia de la conquista del reino de Navarra de Luis Correa

## Obra
- La conquista del reino de Navarra (Salamanca, 1513). En el capítulo llamado "Fin de la obra", el autor pretende adelantarse a futuras y posibles objeciones a la guerra de Navarra cuando afirma:

«y si algunos detratores, de que esta nuestra España abunda, quisieren poner en ella algún objecto, no debe ser admitido como de personas que, sentadas en el teatro reciben placer de ver los que en el gimnasio o lugar donde se prueban las fuerzas, contienden, mas huyen su ejercicio. (…)
Ninguna cosa hay en esta vida sin envidia, salvo la pobreza; e cuanto más virtuoso más envidiado; no se lee de ningún capitán, que tanto las armas como el trabajo sufriese como el duque de alba; ni que con más prudencia tratase las cosas de la guerra, ni más corazón esperase las afrentas de los enemigos».
Luis Correa, 1513

La obra de Correa muestra una ardua erudición mencionando hechos y ejemplos, quizá de segunda mano, de clásicos latinos que menciona con frecuencia como fuentes de estrategia militar. Correa, sin embargo, puede ser un ejemplo de la influencia literaria que tuvo Julio César, en su faceta de autor, como referente entre los militares del siglo XVI inicial, según señaló Marcelino Menéndez Pelayo. Para Tamburri «es evidente el paralelismo entre la narración de Correa y las obras de César.»
Igualmente, al finalizar, excusa sus limitaciones lingüísticas, cuando ruega a su protector que «perdone el romance, que abrazándome con lo moderno que es conveniente deseche el retoricado estilo del Quintillano».
- Historia de la conquista del reino de Navarra por el duque de Alba (Pamplona, 1843). Elaborada y editada por Yanguas y Miranda que «antepuso un prólogo que resume la historia del propio reino y apostilla la conquista y el debate sobre ella con una observación entonces válida: “Quienes menos interés parecen haber manifestado en esta célebre controversia han sido los navarros. Desde muy antiguo ellos más han cuidado de hacer que de escribir”.»[8]

- De bello Navariensi (Granada, 1545). Es la traducción al latín realiazada por Antonio de Nebrija.[9]